# Borneodwergvalk
De borneodwergvalk (Microhierax latifrons) is een vogel uit het geslacht van de dwergvalken. Hij komt enkel voor in de deelstaat Sabah van Maleisië op het eiland Borneo waar het een endemische vogelsoort is.

## Beschrijving
De borneodwergvalk is de kleinste dagroofvogel van de wereld, hij is slecht 15 cm lang. De vogel is van boven donker en van onder licht gekleurd. De borst en buik zijn licht okerkleurig en de bovenkant van de borst en de wangen zijn wit. Het vrouwtje heeft een okerkleurig voorhoofd, bij het mannetje zijn de veren op het voorhoofd wit.

## Voorkomen en leefgebied
Over de borneodwergvalk is niet zo veel bekend. De soort leeft in de tropisch laaglandregenwoud van Sabah waar hij open plekken, zoals bosranden, opzoekt om te jagen. Hij voedt zich vooral met insecten, zoals vlinders en kevers, en kleine vogels. Vanaf een uitkijkpunt grijpt hij zijn prooi. De soort nestelt in holtes gemaakt door spechten en Aziatische baardvogels in bomen en heeft een legsel dat bestaat uit twee of drie eieren. Het legsel wordt vaak verzorgd door meerdere volwassen dieren van verschillend geslacht.

## Status
De vogel is schaars en de populatie is gevoelig omdat zijn leefgebied verdwijnt door ontbossingen. Daarom staat deze dwergvalk als "gevoelig" op de Rode Lijst van de IUCN.